# George Dickie
George Thomas Dickie (* 12. August 1926 in Palmetto, Florida; † 24. März 2020) war ein US-amerikanischer Philosoph. Dickie arbeitete ausschließlich auf dem Gebiet der Ästhetik in der Tradition der analytischen Philosophie. In seinen beiden Hauptwerken Art and the Aesthetic. An Institutional Analysis (1974) und The Art Circle. A Theory of Art (1984) entwickelte er die Institutionstheorie der Kunst.
Während Dickie im angelsächsischen Sprachraum nachhaltig die Diskussion der analytischen Ästhetik beeinflusste, sind in Deutschland seine Werke noch weitgehend unbekannt und bislang unübersetzt geblieben.

## Leben
Nach seinem Studium an der Florida State University promovierte Dickie 1959 an der University of California mit einer Arbeit zur ethischen Theorie Francis Hutchesons und war danach an der University of Houston, der Washington State University und an der University of Edinburgh tätig. Von 1965 bis zu einer Emeritierung 1994/95 lehrte Dickie  an der University of Illinois in Chicago. Von 1992 bis 1994 war er Präsident der American Society for Aesthetics. Auszeichnungen und Stipendien wurden ihm unter anderem von der National Endowment for the Humanities, dem American Council of Learned Societies und der Guggenheim Foundation verliehen.

## Kunsttheorie
Ausgehend von kritischen Untersuchungen klassischer Theorien zur ästhetischen Erfahrung, Einstellung und Wahrnehmung kam Dickie zu dem Schluss, dass sich Kunst nicht unter Bezugnahme auf mentale Zustände oder unmittelbar wahrnehmbare Eigenschaften bestimmen lässt.  Stattdessen schlug Dickie vor, eine Institution, die Kunstwelt (artworld), zum Ausgangspunkt der Bestimmung von Kunst zu nehmen. Ein Kunstwerk sei ein Artefakt, dem eine Gruppe von Experten den Status eines Kunstwerks verliehen hat. Nach dem Urteil Arthur C. Dantos impliziert Dickies Theorie eine „Ermächtigungselite“.
Den Begriff der artworld übernahm Dickie von Danto. Nach dessen Aussage habe Dickie „die Institutionelle Theorie der Kunst [...] gleichsam aus einem kreativen Missverständnis meiner Schriften“ begründet. Auch Danto verstand seine Kunsttheorie als eine Institutionentheorie, aber anders als Dickie begriff er die institutionell verfasste Kunstwelt als einen losen Verbund von Personen, die in einen „Diskurs der Gründe“ eintreten, der „den Status von Kunst auf Dinge überträgt“.
Dickie verglich das Verleihen des Kunststatus mit einem Taufakt, der gewissen Konventionen unterliegt. Er unterschied primäre und sekundäre Konventionen: Primäre Konventionen erfordern, dass Künstler und Publikum in eine künstlerische Aktivität involviert sind; sekundäre Konventionen bestimmen, wie Kunstwerke zu präsentieren seien.

## Werke
- Aesthetics. An Introduction, Indianapolis 1971
- Art and the Aesthetic. An Institutional Analysis, Ithaca, London 1974
- Aesthetics: A critical Anthology (zus. mit R.J. Sclafani/R. Roblin [Hgg.]), New York 1977
- The Art Circle. A Theory of Art, New York 1984
- Evaluating Art, Philadelphia 1988
- The Century of Taste. The Philosophical Odyssey of Taste in the Eighteenth Century, Oxford 1995
- Introduction to Aesthetics. An Analytic Approach, New York 1997
- Art and Value, Malden u. a. 2001